# Белк (Алабама)
Белк (англ. Belk) — місто (англ. town) в США, в окрузі Файєтт штату Алабама. Населення — 186 осіб (2020).

## Географія
Белк розташований за координатами 33°39′6″ пн. ш. 87°55′43″ зх. д. / 33.65167° пн. ш. 87.92861° зх. д. (33.651647, -87.928609).  За даними Бюро перепису населення США в 2010 році місто мало площу 3,59 км², уся площа — суходіл.

## Демографія
Згідно з переписом 2010 року, у місті мешкало 215 осіб у 92 домогосподарствах у складі 60 родин. Густота населення становила 60 осіб/км².  Було 106 помешкань (30/км²).
Расовий склад населення:
| - 95,8 % — білих - 2,8 % — чорних або афроамериканців - 0,5 % — азіатів |

До двох чи більше рас належало 0,0 %. Частка іспаномовних становила 0,9 % від усіх жителів.
За віковим діапазоном населення розподілялося таким чином: 19,1 % — особи молодші 18 років, 58,1 % — особи у віці 18—64 років, 22,8 % — особи у віці 65 років та старші. Медіана віку мешканця становила 45,3 року. На 100 осіб жіночої статі у місті припадало 90,3 чоловіків;  на 100 жінок у віці від 18 років та старших — 89,1 чоловіків також старших 18 років.
Середній дохід на одне домашнє господарство  становив 39 284 долари США (медіана — 28 906), а середній дохід на одну сім'ю — 38 345 доларів (медіана — 30 000). За межею бідності перебувало 39,1 % осіб, у тому числі 46,8 % дітей у віці до 18 років та 8,3 % осіб у віці 65 років та старших.
Цивільне працевлаштоване населення становило 67 осіб. Основні галузі зайнятості: виробництво — 17,9 %, науковці, спеціалісти, менеджери — 16,4 %, мистецтво, розваги та відпочинок — 14,9 %.